# Le Plessis-Grammoire
Le Plessis-Grammoire é uma comuna francesa na região administrativa da Pays de la Loire, no departamento de Maine-et-Loire. Estende-se por uma área de 9,14 km². Em 2010 a comuna tinha 2 508 habitantes (densidade: 274,4 hab./km²).